# Agrostis arachnoides
Agrostis arachnoides é uma espécie de gramínea do gênero Agrostis, pertencente à família Poaceae.